# Il padre d'Italia
Il padre d'Italia é um filme italiano de 2017 dirigido por Fabio Mollo e protagonizado por Luca Marinelli e Isabella Ragonese.

## Enredo
Paolo é um homem gay de trinta anos solitário e introvertido que trabalha como atendente em um negócio em Turim. Ele acaba de terminar com seu ex, que queria se casar e começar uma família enquanto ele prefere viver em um presente eterno. Uma noite, em uma boate, ele conhece Mia, uma grávida de seis meses que desmaia em seus braços. Ele a socorre e, já que a moça não tem onde ir, a leva para sua casa.
No dia seguinte, Mia pede que Paolo a acompanhe até Asti, onde sua banda de rock e o namorado que a abandonou na noite passada se reunirão. Paolo, com relutância, pega emprestado a van da loja onde trabalha e a leva para lá, onde vê a moça ser rejeitada por tanto a banda quanto o namorado. Mia então pede que ele a leva até Roma, onde vivia com outro rapaz, mas quando os dois chegam lá descobrem o apartamento ocupado por outra pessoa; na verdade, Mia só havia usado aquele namorado como apoio temporário. Mia então quer ir à Nápoles, onde vive o pai do seu filho.
Durante a viagem, Mia e Paolo desenvolvem um profundo laço: a personalidade exuberante dela lentamente derrete a timidez e seriedade dele, e o ajuda a processar o fim de sua relação. Os dois trocam segredos entre si, e Paolo fala de sua infância em um orfanato depois que foi abandonado por sua mãe. Chegando na casa do ex-amante de Mia, eles descobrem que o homem está morto a quase um ano e portanto não pode ser o verdadeiro pai da criança. Após isso Paolo decide permanecer com Mia. Os dois vão até o orfanato onde ele cresceu para que Paolo possa finalmente enfrentar seu passado, e depois vão visitar a família de Mia na Calábria.
Paolo vê pela primeira vez como é viver em família, e propõe que Mia permaneça lá: ele pode ser o pai da criança e eles podem viver como uma família de verdade. Por um certo tempo, o plano funciona; Mia ensina Paolo a nadar, e juntos escolhem o nome da criança: Italia. Porém, Mia logo não aguenta mais ter a vida da qual sempre fugiu; durante uma briga com sua mãe, esta coloca em sua cara o fato de que ter filhos significa fazer muitos sacrifícios, uma responsabilidade grande demais para a moça.Então Mia decide fugir, deixando Paolo sozinho novamente.
Admitindo que essas aventuras com Mia foram todas uma grande loucura, Paolo retorna à sua vida normal, mas pouco tempo depois recebe um telefonema de um hospital na Sicília, onde Mia foi dar a mãe. Após ter dado à luz à menina, a moça fugiu novamente sem a reconhecer como sua, mas antes registrou Paolo como o pai biológico da Italia. Paolo, finalmente livre de seus fantasmas, não hesita em reconhecer a menina como sua, aceitando a responsabilidade e os medos de ser pai finalmente pensando no futuro.

## Elenco
- Luca Marinelli - Paolo
- Isabella Ragonese - Mia
- Mario Sgueglia - Mario
- Anna Ferruzzo - Nunzia
- Federica De Cola - Assistente Social
- Miriam Karlkvist - Lucia
- Esther Elisha - Assunta
- Sara Putignano - Mãe de Paolo
- Filippo Gattuso - Valerio
- Franca Maresa - Freira

## Distribuição
O filme foi lançado nas salas de cinema italianas em 9 de março de 2017.

## Premiações
- 2017 - Nastro d'argento
  - Indicação por Melhor Roteiro a Fabio Mollo e Josella Porto
  - Indicação por Melhor Ator a Luca Marinelli
  - Indicação por Melhor Atriz a Isabella Ragonese
  - Indicação por Melhor Atriz Coadjuvante a Anna Ferruzzo
- 2017 - Globo d'oro[3]
  - Melhor Atriz a Isabella Ragonese
  - Indicação por Melhor Ator a Luca Marinelli
- 2018 - Diversity Media Awards[4]
  - Melhor Filme